# سليم يشار
سليم يشار (بالتركية: Selim Yaşar)‏ (بالروسية: Яшар, Селим)‏ هو مصارع هاوي روسي وتركي، ولد في 20 فبراير 1990 في Nazranovsky District ‏ في روسيا.

## وصلات خارجية
- سليم يشار على موقع قاعدة بيانات المصارعة الدولية (الإنجليزية)
- سليم يشار على موقع اللجنة الأولمبية الدولية (الإنجليزية)
- سليم يشار على موقع أوليمبيديا (الإنجليزية)